# Phare d'Høgevarde
Le phare de Høgevarde (en norvégien : Høgevarde fyr)  est un feu côtier situé dans le détroit de Karmsund près de la commune de Karmøy, dans le Comté de Rogaland (Norvège). Il est géré par l'administration côtière norvégienne (en norvégien : Kystverket).
Le phare est classé patrimoine culturel par le Riksantikvaren depuis 1999 .

## Histoire
Le premier phare a été établi en 1858. C'était une haute tour blanche en pignon d'une maison de gardien de 14 m de haut. Ce phare a été désactivé en 1902. La station première a été préservée et a été remplacée par un autre phare à proximité qui est inactif depuis 2015.
Identifiant : ARLHS : NOR-127 ; ex-NF-1209 - ex-Amirauté : B3436 - NGA : 2628 .
|                      |
| Le phare (1890-1900) |

|          |
| Le phare |

### Lien connexe
- Liste des phares de Norvège